# Kościół św. Ducha w Szczecinie
Kościół św. Ducha w Szczecinie – Zdrojach – neogotycki ceglany kościół z jedną wieżą.

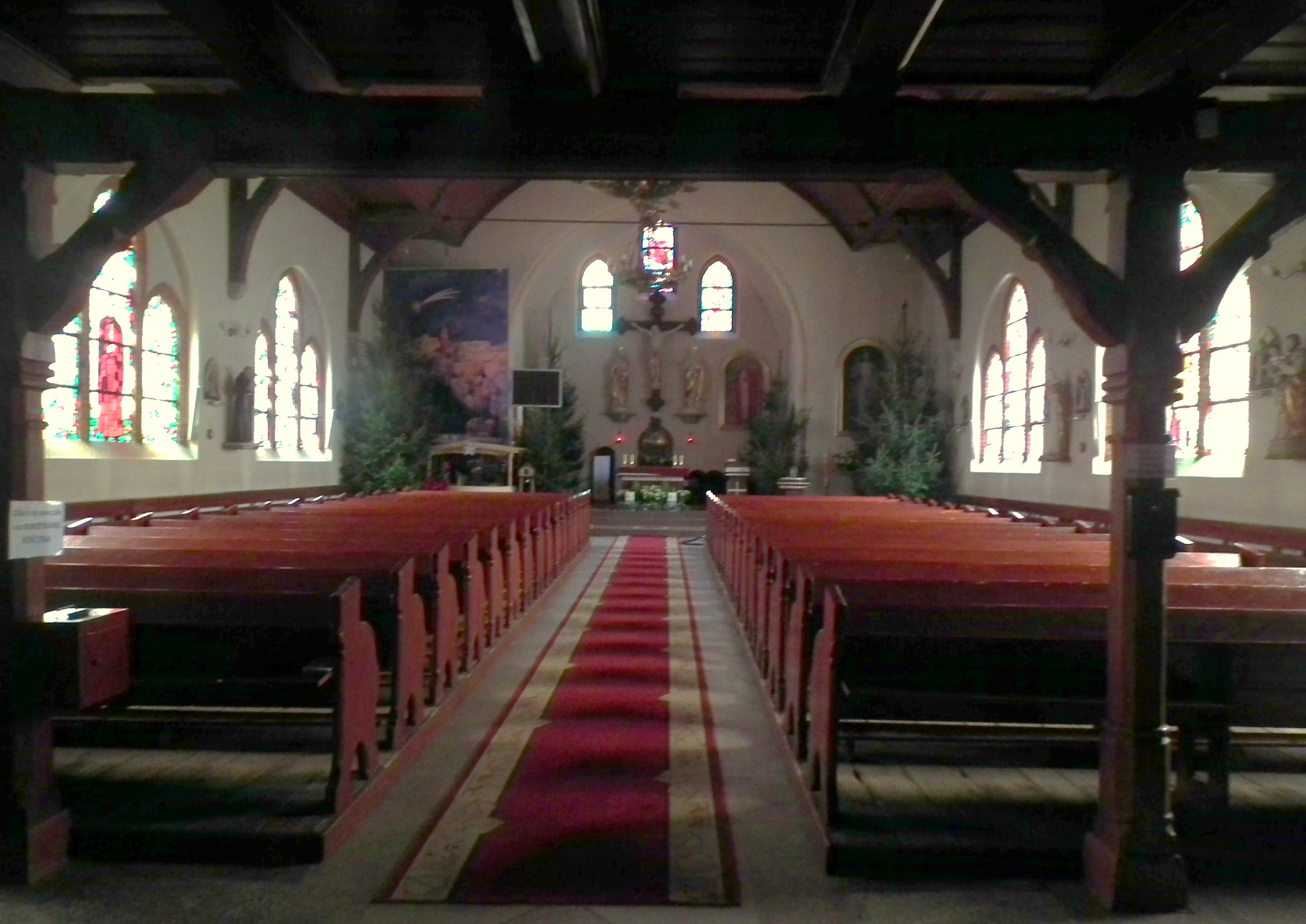
Wnętrze

Zbudowany został w XIX wieku – już od 1859 istniała tu gmina protestancka i to z jej inicjatywy zdecydowano o budowie kościoła, która rozpoczęła się ostatecznie w 1892 roku, prace budowlane prowadził mistrz ze Szczecina, głównym muratorem był Luttke z Dąbia. W następnym roku budowę ukończono, koszt budowy nowej świątyni wynosił 49 500 marek. Poświęcenia dokonał pastor D. Poetter 10 września 1893 r.
W 1934 w Szczecinie-Zdrojach (Finkenwalde) utworzono seminarium pastorów Kościoła Wyznającego, którego kierownikiem był niemiecki teolog i działacz religijny Dietrich Bonhoeffer, w 1945 zamordowany przez hitlerowców w obozie we Flossenbürgu. Na pamiątkę męczeńskiej śmierci Bonhoeffera nadano w 2002 jego imię jednemu z pobliskich placów i wzniesiono w pobliżu wysoki krzyż.
Podczas II wojny światowej w kościele znajdował się magazyn mebli. Z historycznego wyposażenia zachował się neogotycki prospekt organowy z II połowy XIX w., czynne dziesięciogłosowe organy (1862) oraz dwa świeczniki wiszące w formie koron z początku XX w. Wieża uległa częściowemu zawaleniu podczas ostrzału, po wojnie została odbudowana.